# Hala Targowa przy ul. Kolejowej we Wrocławiu
Hala Targowa nr II we Wrocławiu (niem. Markthalle Nummer 2) – hala targowa przy ul. Kolejowej, zbudowana według projektu Richarda Plüddemanna i Heinricha Küstera w latach 1906–1908, wyburzona w 1973 po zniszczeniach wojennych w 1945. 
Zbliżona pod względem konstrukcyjnym i architektonicznym Hala Targowa nr I,  zaplanowana przez tych samych projektantów, wzniesiona w tym samym czasie przy ul. Piaskowej, zachowała się do dziś i daje wyobrażenie o kształcie zniszczonego obiektu.

## Historia
Po tym, jak od lat 70. XIX wieku rozważano we Wrocławiu budowę hal targowych, w 1890 powstały pierwsze konkretne plany. Zamierzano wznieść pięć hal targowych, które miały przejąć handel z otwartych placów różnych dzielnic miasta – w tym celu miasto zakupiło działki przy obecnych ul. Władysława Sikorskiego, ul. Teatralnej, ul. Piaskowej, ul. Piłsudskiego oraz ul. Pomorskiej. Działka przy ul. Piłsudskiego znajdowała się w obrębie bloku zabudowy i sięgała do ul. Kolejowej. Zabudowana była od północnej strony domem mieszkalnym przy ul. Piłsudskiego oraz w południowej części działki budynkami produkcyjnymi fabryki mebli. Od wschodu przylegało do niej osiem budynków mieszkalnych przy ul. Tadeusza Zielińskiego z oficynami, od zachodu natomiast szpital dziecięcy im. Świętego Grobu przy ul. Piłsudskiego.
Ostatecznie 19 lutego 1901 skoncentrowano wysiłki na dwóch halach przy ul. Piaskowej (Hala Targowa nr I) i między ul. Piłsudskiego i Kolejową (Hala Targowa nr II). Miejski radca budowlany Richard Plüddemann oraz inżynier Friedrich Friese przystąpili do prac projektowych.

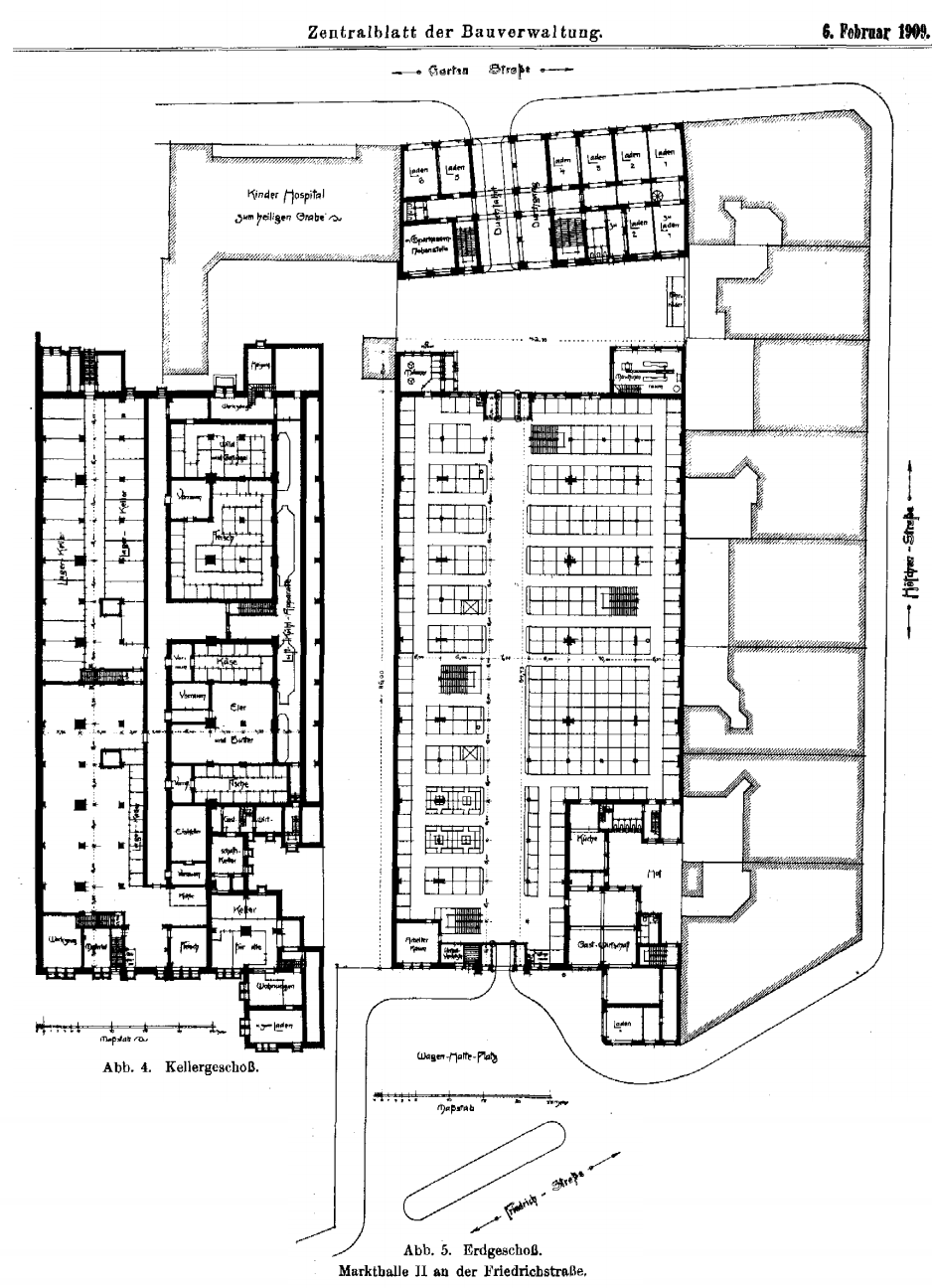
Rzuty Hali Targowej nr II:
z lewej piwnice, z prawej przyziemie

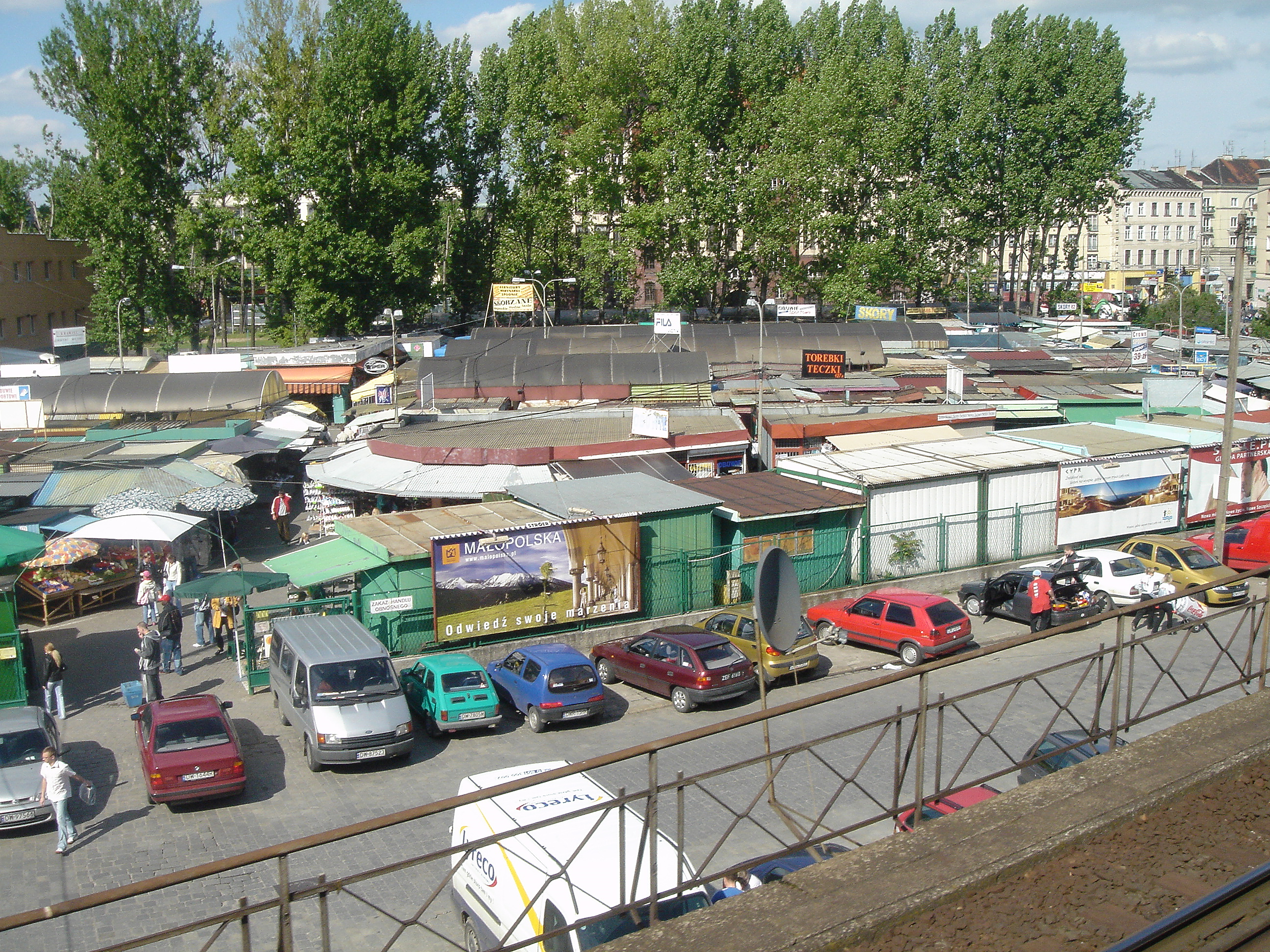
Istniejące do 2014 roku targowisko zorganizowane w latach 90. XX wieku w miejscu, gdzie dawniej stała Hala Targowa nr II

Zatwierdzony w połowie 1904 projekt Hali nr II przewidywał budowę zajmującego całą szerokość działki budynku, przy czym północną jej część przeznaczono na położony w ciągu głównej ulicy budynek zawodowej szkoły uzupełniającej, także zaprojektowany przez Plüddemanna i Friesego. Murowana z cegły podpiwniczona trójnawowa hala miała mieć żelbetowy strop nad piwnicą i konstrukcję dachu w postaci stalowych wiązarów kratownicowych o zarysie półkola. W maju 1906 firma Carl Brandt z Lipska rozpoczęła prace budowlane przy betonowaniu piwnic. Ponieważ niegdyś w tym miejscu znajdował się staw, teren był podmokły, a na zwierciadło wód gruntowych natrafiono na głębokości 1,5 m. Ze względu na niższe o 25% koszty budowy oraz łatwiejszą konserwację zdecydowano we wrześniu 1906 o budowie żelbetowej (o zarysie parabolicznym), a nie stalowej konstrukcji zadaszenia – przetarg wygrała budująca już wcześniej piwnice firma Carl Brandt. Przy budowie Hali Targowej nr II pracował dla niej Günther Trauer, późniejszy projektant konstrukcji Hali Stulecia, zwanej również Ludową. Aby zapewnić estetyczny wygląd konstrukcji żelbetowej, której nie planowano tynkować, a jedynie malować, zabroniono wykonawcy wielokrotnego wykorzystywania tych samych desek szalunkowych.
Budowę ukończono 1 października 1908 roku, a już 5 października oddano Halę nr II do użytku. Hala kosztowała łącznie 310 tysięcy marek (dla porównania: przebudowa Dworca Głównego wraz z budową estakady pochłonęła w tym czasie 8,045 mln. marek). W związku z otwarciem Hali Targowej nr II zlikwidowano uliczne targi, w jej okolicy urządzane dotychczas na Tauentzienplatz (obecnie pl. Tadeusza Kościuszki) i Sonnenplatz (obecnie pl. Legionów). W pierwszych latach działalności Hala nr II okazała się jednak – w przeciwieństwie do Hali nr I – mocno deficytowa; zwłaszcza po tym, jak częściowo przywrócono handel uliczny. W czasie I wojny światowej przeznaczono ją przejściowo na magazyn aprowizacyjny dla wojska, a w celu ułatwienia transportu położono w jezdni Friedrichstraße (obecnie ul. Kolejowa) tor dla tramwaju bagażowego jako odgałęziającą się od torowiska w ul. Zielińskiego bocznicę.
W ostatnich dniach II wojny światowej obiekt ucierpiał w bombardowaniu. Wybuchy zniszczyły dwa przęsła stropu nad piwnicą oraz znaczną część dachu łącznie z żelbetowymi płatwiami. Wyrwane z betonu zbrojenie nie zostało właściwie zabezpieczone. Niekonserwowana przez prawie trzydzieści lat wystawiona na działanie czynników atmosferycznych konstrukcja ulegała degradacji, jednak zachowała stabilność. W roku 1967 w ruinach zniszczonej hali nakręcono kilka scen do filmu pt. Morderca zostawia ślad w reżyserii Aleksandra Ścibora-Rylskiego. W końcu wiosną 1973 w ramach akcji „porządkowania miasta” jednostka wojsk inżynieryjnych wyburzyła Halę Targową nr II z użyciem materiałów wybuchowych (rozbiórkę ukończono 31 marca 1973). W jej miejscu urządzono m.in. boisko Zespołu Szkół Elektronicznych, który mieścił się we wzniesionym równocześnie z halą targową budynku zawodowej szkoły uzupełniającej. Po remoncie wykonanym w roku 2007 w budynku dawnej szkoły mieści się Urząd Skarbowy Wrocław-Śródmieście. Odnowiona w czasie remontu ozdobna płaskorzeźba przedstawiająca kaczkę i kurę, umieszczona nad bramą przejazdową budynku, jest dziś jedyną pamiątką po zburzonej hali targowej.
Później, w latach 90. XX wieku, na miejscu Hali powstał najpierw „dziki”, a później zorganizowany plac targowy, który funkcjonował tutaj do roku 2013. Dziki plac targowy przy ul. Kolejowej/Zielińskiego był początkowo odnogą powstałego wcześniej na terenie obecnego Pasażu Grunwaldzkiego targowiska - zlokalizowanego tam pod namiotem cyrkowym - a obecnie funkcjonującego przy ul. Komandorskiej jako centrum handlowe ARENA. Analogiczny namiot cyrkowy przy ul. T. Zielińskiego/ Kolejowej się nie przyjął.  W 1992 roku Zarząd Miasta Wrocławia postanowił o likwidacji funkcjonującego od 1989 roku targowiska na Pl. Wolności - zarządzanym przez Przedsiębiorstwo Wielobranżowe KOBUS, którego właścicielem był Andrzej Kobel - i przeniósł go na teren dawnej hali targowej przy ul. T. Zielińskiego/Kolejowej. Firma KOBUS zaincjowała powołanie przez handlowców z pl. Wolności Wrocławskiego Stowarzyszenia Kupców, które funkcjonuje do dziś. W połowie 2013 r. plac targowy został zlikwidowany (kupców przeniesiono do wybudowanego w pobliżu, przy ul. Zielińskiego, specjalnie na cele handlowe tzw. Pasażu Zielińskiego).

## Architektura
Hala Targowa nr II miała powierzchnię przyziemia brutto 3 350 m² (nie licząc budynku biurowo-mieszkalnego) przy wymiarach prostokątnego rzutu 86 m na 43 m (mieściło się w niej 513 stoisk), z wcięciem zajętym przez budynek biurowo-mieszkalny w południowo-wschodnim narożniku. W przeciwieństwie do wyeksponowanej w kontekście miejskim i stanowiącej niemalże obiekt wolno stojący Hali Targowej nr I, była ona wbudowana w blok zabudowy, toteż nie miała od wschodu i zachodu widocznych elewacji. Jedynie krótka elewacja południowa, zwrócona ku estakadzie kolejowej była dokładniej opracowana architektonicznie i pokryta czerwonym klinkierem z piaskowcowym detalem. Zdobiące elewację płaskorzeźby, przedstawiające przekupkę oraz dwóch tragarzy (nadproże portalu) oraz herb miejski (płaszczyzna szczytu), wykonały przedsiębiorstwa kamieniarskie Kiunka & Völkel oraz Künzel & Hiller na podstawie projektów Johanna Kiunki. W wielkim ostrołukowym oknie wbudowano zegar. Przyległy budynek biurowo-mieszkalny dla pracowników Hali zwieńczono w formie narożnej wieżyczki, stanowiącej reminiscencję znacznie wydatniejszej wieży Hali nr I. Północna elewacja wychodziła na ciasne podwórze między Halą a budynkiem szkolnym, toteż ją (z wyjątkiem akcentowanych klinkierem obramień otworów) otynkowano i pomalowano jasną farbą, aby pochłaniała mniej światła. Z tej przyczyny rytm wiązarów był od północy zaburzony, a dach ścięty ukośną połacią, aby umożliwić lepszy dopływ światła słonecznego do pomieszczeń szkoły. Północne wejście do Hali prowadziło poprzez przejazd bramny frontowego budynku szkolnego, nad którym umieszczono wspominaną wyżej dekorację z motywem drobiu, a nad nimi, tak jak w południowym portalu, płaskorzeźbiony napis Markthalle ("Hala Targowa"), usunięty (skuty) po zakończeniu II wojny światowej. Dachy spadziste kryte były karpiówką, zaś płaskie uszczelnione papą.
Wnętrze rozwiązane było osiowo, w układzie bazylikowym z główną nawą o przekryciu dwuspadowym na kierunku północ-południe i obustronnie niższymi, nakrytymi dachem płaskim, nawami bocznymi. Od wschodu dochodziły do nawy głównej dwie nawy poprzeczne, zakończone przylegającymi do budynków mieszkalnych ścianami bez otworów okiennych. W nawach bocznych na poziomie piętra znajdowała się galeria obiegająca nawę główną. Nawy boczne nie posiadały jednak własnych okien i były oświetlone poprzez nawę główną, wyposażoną w okna ponad dachami naw bocznych oraz w kondygnację świetlików w dachu. Aby mimo to odpowiednio doświetlić wnętrze, nadproże co drugiego okna unosiło się łukowo, tworząc rodzaj szczyciku (szczegół nieobecny w Hali nr I). Zaprojektowane przez Heinricha Küstera przekrycie Hali, wsparte w głównej nawie na wiązarach w formie żelbetowych łuków parabolicznych o rozstawie podpór w osiach około 20,5 m (19,0 m prześwitu) i wysokości przekraczającej 17 m (21 m do świetlika) stanowiło pionierskie w skali światowej osiągnięcie inżynierskie. Zbrojenie główne wiązarów stanowiły pręty żeliwne o średnicy 34 mm, połączone z trzech piętnastometrowych odcinków śrubami rzymskimi. Ponieważ obie Hale budowane były przez różne przedsiębiorstwa budowlane, wykonano od podstaw osobne projekty wykonawcze, w tym rysunki szalunkowe i zbrojeniowe, co spowodowało, że przekroje konstrukcji żelbetowej, zwłaszcza zaś węzły, różniły się detalami. Betonowe powierzchnie wnętrza malarz Georg Heintze pokrył geometryczną, secesyjną polichromią w czterech kolorach: czerwono-brązowym, żółtym, czarnym i białym. W piwnicy hali umieszczono m.in. chłodnię, zamówioną w firmie Humboldt z Kalk (obecnie dzielnica Kolonii). Z kondygnacją przyziemia i galerii łączyły piwnicę windy, wyprodukowane w Maschinenfabrik Wiesbaden GmbH.